# Renuga Veeran
Renuga Vithi Veeran (* 20. Juni 1986 in Kuala Lumpur) ist eine australische Badmintonnationalspielerin malaysischer Herkunft.

## Karriere
Renuga Veeran gewann 2004 die Australian Open. Bei den New Zealand Open 2008 holte sie dreimal Bronze. Ihre ersten Titel bei den australischen Einzelmeisterschaften gewann sie 2009, als sie mit Erin Carroll die Damendoppelwertung für sich entscheiden konnte und auch im Einzel erfolgreich war. 2012 wurde sie Ozeanienmeisterin.

## Sportliche Erfolge
| Saison | Veranstaltung              | Disziplin   | Platz | Name                              |
| ------ | -------------------------- | ----------- | ----- | --------------------------------- |
| 2003   | Australian Open            | Damendoppel | 2     | Renuga Veeran / Susan Wang        |
| 2004   | Australian Open            | Damendoppel | 1     | Renuga Veeran / Susan Wang        |
| 2004   | Ballarat International     | Damendoppel | 1     | Renuga Veeran / Susan Wang        |
| 2008   | New Zealand Open           | Mixed       | 3     | Raj Veeran / Renuga Veeran        |
| 2008   | New Zealand Open           | Dameneinzel | 3     | Renuga Veeran                     |
| 2008   | New Zealand Open           | Damendoppel | 3     | Renuga Veeran / Kate Wilson-Smith |
| 2009   | Australische Meisterschaft | Damendoppel | 1     | Renuga Veeran / Erin Carroll      |
| 2009   | Australische Meisterschaft | Dameneinzel | 1     | Renuga Veeran                     |
| 2009   | Auckland International     | Mixed       | 1     | Glenn Warfe / Renuga Veeran       |
| 2012   | Ozeanienmeisterschaft      | Damendoppel | 1     | Renuga Veeran / Leanne Choo       |
| 2013   | Auckland International     | Damendoppel | 1     | Tracey Hallam / Renuga Veeran     |
| 2013   | Auckland International     | Mixed       | 1     | Ross Smith / Renuga Veeran        |
| 2013   | Welsh International        | Damendoppel | 1     | Tang Hetian / Renuga Veeran       |